# سر آن ندارد امشب که برآید آفتابی
غزل با مطلعِ «سر آن ندارد امشب که برآید آفتابی» غزلی است از سعدی در بحر رمل.

## متن
در تصحیحِ محمّدعلی فروغی این غزل نه بیت دارد و شمارهٔ ۵۱۹ است.

## توضیحات متن
در بیت اول، سر مجازی است به پیوند «جای و جایگیر» و منظور از سر (جای)، اندیشه (جایگیر) است.
در بیت سوم، کلمهٔ نوبتی به معنای کسی است که در نقارخانه کوس یا دهل می‌زند.

## استقبال
اقبال لاهوری در پاسخ به مطلع این غزل («سر آن ندارد امشب که برآید آفتابی/چه خیالها گذر کرد و گذر نکرد خوابی») در زبور عجم چنین سروده است:
| شب من سحر نمودی که به طلعت آفتابی |  | تو به طلعت آفتابی سزد اینکه بی‌حجابی |

شهریار نیز به مقطع این غزل («برو ای گدای مسکین و دری دگر طلب کن/که هزار بار گفتی و نیامدت جوابی») در غزل خود در مدح علی ابن ابی‌طالب پاسخ داده است:
| برو ای گدای مسکین در خانه علی زن |  | که نگین پادشاهی دهد از کرم گدا را |

## اجرا
محمّدرضا شجریان در آلبومِ در خیال و تحت عنوان «تصنیف» این غزل را اجرا کرده است. محسن نامجو، امین‌الله رشیدی، و علی رستمیان نیز این شعر را به آواز خوانده‌اند.